# T1project
T1project（ティーワンプロジェクト）は、日本の劇団および、管理・運営する芸能事務所。法人名称は有限会社ティーワンプロジェクト。所在地は、東京都世田谷区松原。
ワークショップ開催から始まった経歴があり、俳優・脚本家・演出家の育成にも力を入れている。代表は、脚本家・演出家の友澤晃一。

## 所属メンバー

### actor
- 石原慎一
- 木村涼香
- 田中克宏
- 与古田千晃
- 川辺純子
- 秋野ひとみ
- 中嶌大輔
- 菊地振吉
- 中川知子
- 吉村新一
- 樫村まゆこ
- 箕輪達昭
- 岡部明美
- 五十嵐勝行
- 針生楊志夫
- 渡辺かな子
- 上村公臣代
- 坂口アミ
- ミツハシサエ
- 龍田知美
- 久野圭一郎
- 齋藤友映
- 金光健真
- 新木祐子
- 片岡燦平
- 若松大輔
- 伊藤拓陽
- 樋口明代
- 赤塚知隆
- 清水友貴
- 丸山哲朗
- 吉野由香
- 大内沙那恵
- 木村竜也
- 前田詩織
- 朝香由麻
- 雁田理未
- 廣瀬綾
- 野母史香
- 伊藤龍太郎
- 伸一
- 河野健二
- 藤谷時生
- 大類果恋
- 藤岡まゆみ
- 亀井悠介
- 渡部美幸
- 林 もも
- 鵜木結綺
- 秋野友花（子役）
- 山田麻鈴

### artist
- 秋野紗良

### writer&directer
- 木水人
- 伊藤さやか
- 鈴木裕那
- 豊田 崇
- 大橋秀和
- 湯原弘康
- 鈴木康之
- 白崎ゆか
- 川口俊和
- 青木絵未梨
- 十朱加奈子
- 渡辺カナ子
- 二川原幸恵
- 前田詩織
- 木下葉月
- 中村允俊
- 金丸知美
- 水野龍太郎

## 劇団
- T1project（ティーワンプロジェクト）

ティーワンプロジェクトのカンパニーメンバー中心。友澤晃一が脚本・演出を担当する本公演の他に、ティーワン脚本・演出部のメンバーが担当する『ショート・ストーリーズ』等の番外公演を上演。
- SOCIAL/TEAM（ソーシャルチーム）

社会人のための劇団。別に本業を持つ、芝居好きなメンバーによる劇団。
- ガラス玉遊戯（ガラスだまゆうぎ）

T1project所属の脚本家・大橋秀和が主宰する劇団。

## 公演履歴

### T1project
- 『UNDER LOVE』（2003年4月23日-27日、劇場MOMO）
- 2nd stage『Come to oneself』(2004年5月18日-5月23日、ザ・ポケット）
- 3rd stage『LINK』（2005年4月、ザ・ポケット）
- selection公演『動物園2SIDE』（2006年1月、「劇」小劇場）
- 『13』（2006年5月、ザ・ポケット）
- 『絢爛sfMart』（2006年11月30日-12月3日、阿佐ヶ谷アルシェ）[注釈 1]
- 『シーチキンサンライズ』（2007年1月16日-1月21日、「劇」小劇場[1]
- 『絢爛sfMart』（2007年7月3日-2007年7月8日、「劇」小劇場）[2]
- 『私が今この世界に生きていることを』（2007年10月23日-10月28日、ザ・ポケット）[3]
- 『私が今この世界に生きていることをII～ストリート・オブ・アクター』（2008年4月、ザ・ポケット）[注釈 2]
- 『ショート・ストーリーズ』（2008年9月18日-9月28日、「劇」小劇場）[4]
- 『シーチキンサンライズ09』（2009年3月26日-3月31日、萬劇場）[5]
- 『ショート・ストーリーズvol.2』（2009年4月21日、4月26日、「劇」小劇場）[6]
- 『みかん』（2009年7月18日-7月19日、新宿シアターミラクル）[7]
- 『ショート・ストーリーズvol.3』（2009年9月、「劇」小劇場）
- 『みかんvol.2』（2009年12月、STスポット）
- 『いま生きてます』（2010年3月、ザ・ポケット）[注釈 3]
- 『みかんvol.3』（2010年5月21日-5月23日、新宿シアターミラクル）[8]
- 『ショート・ストーリーズvol.4』（2010年9月21日-9月26日、「劇」小劇場）[9]
- 『いま愛してます』（2011年7月12日-7月17日、ザ・ポケット）[10][注釈 4]
- 『動物園2SIDE』（2011年12月6日-12月11日、「劇」小劇場）[11]
- T1project produce 大改訂版『シーチキンサンライズ』（2012年3月13日-3月18日、ザ・ポケット）[12]
- 『ダイニングトーク』（2012年5月2日-5月6日、小劇場 楽園）[13]
- 『ショートストーリーズvol.5』（2012年9月、「劇」小劇場）
- 『STEP OVER THE FUTURE』（2013年3月5日-3月10日、ザ・ポケット）[注釈 5][14]
- 『ダイニングトーク』（2013年5月1日-5月6日、小劇場 楽園）[15]
- 『ショートストーリーズvol.6』（2013年9月11日-9月22日、「劇」小劇場）[16]
- 小劇場B1　オープニング記念公演『君の心に残るもの』（2014年2月18日-2月23日、小劇場B1）[17]
- 『ダイニングトーク』（2014年4月29日-5月6日、小劇場 楽園）[18]
- 『罪と罰』（2014年9月23日-9月28日、ザ・ポケット）[19][注釈 6]
- 『シーチキンサンライズ』（2015年2月17日-2月22日、小劇場B1）[20]
- 『ダイニングトーク』（2015年4月29日-5月6日、小劇場 楽園）[21]
- 『ショートストーリーズvol.7』（2015年9月16日-9月27日、「劇」小劇場）[22]
- 『素敵な世界』（2016年3月2日-3月27日、ザ・ポケット）[23][注釈 7]
- 『ダイニングトーク』（2016年4月30日-5月8日、小劇場 楽園）[24]
- 『シーチキンサンライズ』『幸せな時間』（2016年9月14日-25日、小劇場B1）
- 『Musical素敵な世界』（2017年3月29日-4月2日、本多劇場）

### SOCIAL/TEAM
- 『ダイニングトーク』（2011年11月、小劇場 楽園）

### ガラス玉遊戯
- 旗揚げ公演『パラダイス・ロスト（2009年1月、劇場MOMO）[25]
- 『みんないいひと。』（2010年1月、「劇」小劇場）[26]
- 『サマータイム、グッドバイ』（2010年9月、「劇」小劇場）[27][注釈 8]
- 『わたしのゆめ』（2011年5月、「劇」小劇場）[28]
- 『沈み愛』（2011年9月、「劇」小劇場）[29]
- 『星読み騙り』（2012年10月、「劇」小劇場）[30]
- 『癒し刑』（2013年9月、王子小劇場）[31]
- 『わたしのゆめ』（2015年12月、小劇場 楽園）[32]

### Show Window
- season.1『深流波』（2015年7月、Galley LE DECO）[33]
- season.2『螢の光』（2016年1月、ART THEATER かもめ座）